# Tỳ-nại-da
Tỳ-nại-da (chữ Hán 毗奈耶; विनय, tiếng Phạn, Pali: Vinaya), dịch nghĩa là Luật, là một thuật ngữ Phật giáo chỉ đến một bộ phận quan trọng trong giới luật Phật giáo, tập trung đến những quy định bắt buộc cho các tăng ni cư sĩ tham gia tu tập.
Tỳ-nại-da, cùng với những thành phần khác trong giới luật, được tập hợp vào một tổng tập gọi là Luật tạng, một trong Tam Tạng kinh điển. Trong Phật giáo Hán truyền, những tông phái chú trọng đến việc nghiên cứu kinh điển Luật tạng được gọi là Luật tông.
Tỳ-nại-da chủ yếu là quy định cho sinh hoạt chung của Tăng đoàn, mang tính chất bắt buộc, tương đương với khái niệm luật trong Tăng đoàn. Các nhà sư không tuân thủ các quy tắc này sẽ bị trừng phạt tùy theo hoàn cảnh, và các hình phạt có thể bao gồm từ yêu cầu sám hối cho đến trục xuất khỏi Tăng đoàn.

## Từ nguyên
Từ nguyên विनय (Vinaya) ban đầu có nghĩa là "hành vi nên tránh" và "hành vi có thể xa rời con đường ác". Trong tiếng Phạn, nó là một danh từ bao gồm từ "tránh xa" (vi) và "hướng dẫn" (na), có nghĩa là tránh xa, diệt ác, dạy dỗ, khuyên răn, v.v... Huyền Trang dịch là "điều phục" (調伏) . Đó là thuật ngữ chung cho tất cả các chuẩn mực mà các tăng ni cư sĩ phải tuân theo  .

## Chế định
Ba-la-đề-mộc-xoa (sa. Pràtimokwa; pi. Pàỉimokkha), hay Giới bổn, là phần cốt lõi của Tỳ-nại-da. Trong Ba-la-đề-mộc-xoa, nhiều học xứ (sa. Śikṣāpada; pi. Sikkhāpada) khác nhau được ghi lại, và những học xứ này chủ yếu do chính Đức Phật xây dựng nên. Tuy nhiên, trong Tỳ-nại-da, bên cạnh Ba-la-đề-mộc-xoa, còn bao gồm nhiều quy tắc sinh hoạt và tu tập khác cho giới tụ sĩ. Những quy định này không nhất thiết phải có từ Đức Phật, mà có rất nhiều quy định do các bậc trưởng lão trong quá khứ truyền lại.

## Giới bổn
Giới bổn bao gồm 227 giới luật dành cho tỳ-kheo và 311 giới luật dành cho tỳ-kheo ni, đồng thời đề xuất các hình phạt cụ thể. Giới luật chủ yếu ngăn chặn các hành vi xấu trong Tăng đoàn và khuyến khích các hành vi tốt.

## Giới cấm
Một số tông phái Phật giáo Hán truyền cho rằng chỉ có các nhà sư mới có thể đọc Tỳ-nại-da. Có nghĩa là hàng đệ tử tại gia sau khi đọc xong có thể dùng giới luật để kiểm tra xem người xuất gia có vi phạm giới luật hay không, nếu phê bình thì có thể vi phạm điều khoản của Bồ tát giới "không kể tội tứ tổ". Tuy nhiên, kể từ thời Đức Phật còn tại thế, hàng cư sĩ đã có thể nghiên cứu nội dung giới luật. Điều này đã trải qua hơn hai nghìn năm, và trong Phật giáo không có quy định nào cấm hàng cư sĩ nghiên cứu Luật tạng.